# Adki, Sedam
Adki là một làng thuộc tehsil Sedam, huyện Gulbarga, bang Karnataka, Ấn Độ.